# Leptodesmus polydesmoides
Leptodesmus polydesmoides är en mångfotingart som beskrevs av Christoph D. Schubart 1954. Leptodesmus polydesmoides ingår i släktet Leptodesmus och familjen Chelodesmidae. Inga underarter finns listade i Catalogue of Life.